# 中村五六
中村 五六（なかむら ごろく、文久元年11月18日（1861年12月29日） - 昭和21年（1946年）2月9日）は、日本の教育者。

## 経歴
肥前国南高来郡出身。佐賀藩の藩校で漢学を学び、長崎英語学校を経て、1880年（明治13年）に東京師範学校に入学。1884年（明治17年）に卒業後は、同校附属小学校訓導を務めた。1890年（明治23年）、女子高等師範学校助教諭・付属幼稚園主事に就任し、翌年同教授・附属幼稚園主事となった。文部省普通学務局勤務を経て、1895年（明治28年）、神奈川尋常師範学校校長となり、1898年（明治31年）に東京女子高等師範学校教授・附属幼稚園主事となった。
その後、奈良県師範学校校長、静岡県女子師範学校校長を務めた。

## 栄典・授章・授賞
- 1897年（明治30年）11月30日 - 正七位[4]

## 著作

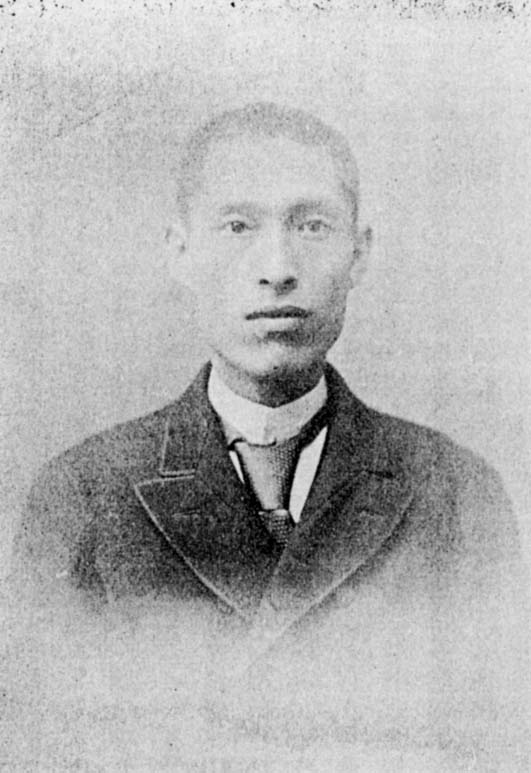
中村五六

著書・編書
- 『中等地理』全4巻、文学社、1891年4月-9月
  - 『中等中地理』全2巻、頓野広太郎修補、文学社、1896年10月
- 『幼稚園摘葉 附普列伯氏略伝』 普及舎、1893年7月
  - 岡田正章監修 『明治保育文献集 第8巻』 日本らいぶらり、1977年3月 ／ 日本図書センター、2011年5月、ISBN 9784284305143
- 『保育法』 国民教育社、1906年3月
  - 前掲 『明治保育文献集 第8巻』
  - 湯川嘉津美監修 『近代日本幼児教育基本文献集 第2巻 幼児保育法』 日本図書センター、2017年5月、ISBN 9784284308427
- 『幼児教育法』 和田実合著、フレーベル会、1908年11月
  - 岡田正章監修 『明治保育文献集 第9巻』 日本らいぶらり、1977年3月 ／ 日本図書センター、2011年5月、ISBN 9784284305150

## 関連文献
- 「女子高等師範学校附属幼稚園主事中村五六君の小伝」（『日本之小学教師』第2巻第17号、国民教育学会、1900年6月）
- 「中村五六」（内尾直二編輯 『第二版 人事興信録』 人事興信所、1908年6月）
- 水野浩志 「「幼稚園摘葉」解説」「「保育法」解説」（前掲 『明治保育文献集 第8巻』）
  - 岡田正章監修 『明治保育文献集 別巻』 日本らいぶらり、1977年6月 ／ 日本図書センター、2011年5月、ISBN 9784284305167

| 公職                                 | 公職                                                                                              | 公職              |
| ------------------------------------ | ------------------------------------------------------------------------------------------------- | ----------------- |
| 先代 有坂幾造                        | 静岡県女子師範学校長 1912年 - 1913年                                                              | 次代 津久井徳次郎 |
| 先代 亀井義六                        | 奈良県師範学校長 1909年 - 1912年                                                                  | 次代 川島庄一郎   |
| 先代 大久保介寿                      | 東京女子高等師範学校附属幼稚園主事 1908年 - 1909年 女子高等師範学校附属幼稚園主事 1898年 - 1908年 | 次代 藤井利誉     |
| 先代 須田辰次郎                      | 神奈川県尋常師範学校長 1895年 - 1898年                                                            | 次代 朝夷六郎     |
| 先代 高等師範学校附属校園主任 岡五郎 | 女子高等師範学校附属幼稚園主事 1891年 - 1895年 主任 1890年 - 1891年                               | 次代 大久保介寿   |